# Léoncel
Léoncel est une commune française située dans le département de la Drôme en région Auvergne-Rhône-Alpes.

## Géographie

### Localisation
Léoncel est située à 40 km à l'est de Valence et à 28 km au sud-est de Romans-sur-Isère.

### Relief et géologie
Sites particuliers :
- Col de Tourniol
- Col du Lion (1 191 m)
- Col du Péril
- Combe Chaude
- Combe du Mouton
- Combe Gallinière
- Crête de Comblezine
- Gorges de la Lyonne
- Jean du Ruan (1 106 m)
- la Ferrure
- le Sauvié (1 002 m)
- Montagne de Chovet
- Montagne de l'Épenet
- Montagne de Musan
- Montagne du Grand Échaillon
- Pas de Bouvaret
- Pas de Chovet
- Pas de la Pierre
- Pas de l'Enfer
- Pas de l'Homme
- Pas de Saint-Vincent
- Pas du Solier
- Pas du Touet (1 066 m)
- Péguinier (1 116 m)
- Peillot (1 076 m)
- Pierre Chauve
- Roc de Serves (1 181 m)
- Rocher de l'Aiguille
- Rocher du Roi Gros Nez
- Rochers de Caraby
- Rochers de Francais
- Rochers de la Drayette
- Rochers de l'Héritier
- Rochers des Deux Sœurs
- Rochers des Riverottes
- Roches de Treillaras
- Serre du Mortier (1 125 m)
- Serre du Sec (1 177 m)
- Serre du Tournaire
- Settier (1 144 m)

### Hydrographie
La commune est arrosée par les cours d'eau suivants :
- la Lyonne[1], rivière ayant sa source au Saut-de-la-Truite, sur la montagne d'Ambel. Elle traverse la commune de Bouvante qu'elle sépare ensuite de celle de Léoncel, celles de Saint-Martin-le-Colonel, d'Oriol-en-Royans, de Saint-Jean-en-Royans et de Saint-Thomas, et se jette dans la Bourne après 13,86 km de parcours. En 1891, sa largeur moyenne était de 10,20 m, sa pente de 537 m, son débit ordinaire de 0,346 m3, extraordinaire de 600 m3[2] :

Attestations :
1174 : Liona (cartulaire de Léoncel, 24).
1275 : Aqua que dicitur Lionna (cartulaire de Léoncel, 236).
1442 : Lyonne (archives de la Drôme, fonds de Léoncel).
1490 : Ad pontem Lyone (archives de la Drôme, E 830).
1891 : La Lionne.
1992 : La Lyonne ;
- la Rivière de Léoncel, ayant ses sources dans les Marais (commune de Léoncel). Elle coule vers le nord et se jette dans la Lyonne (commune d'Oriol-en-Royans)[1] après un cours d'environ 11,5 km[réf. nécessaire] ;
- le Ravin de la Bochère[1] ;
- le Ravin de Pissenible[1] ;
- le Ravin de Trinquetaille[1].

### Climat
Pour des articles plus généraux, voir Climat d'Auvergne-Rhône-Alpes et Climat de la Drôme.
En 2010, le climat de la commune est de type climat de montagne, selon une étude du CNRS s'appuyant sur une série de données couvrant la période 1971-2000. En 2020, Météo-France publie une typologie des climats de la France métropolitaine dans laquelle la commune est exposée à un climat de montagne ou de marges de montagne et est dans la région climatique  Alpes du nord, caractérisée par une pluviométrie annuelle de 1 200 à 1 500 mm, irrégulièrement répartie en été. 
Pour la période 1971-2000, la température annuelle moyenne est de 8,8 °C, avec une amplitude thermique annuelle de 16,6 °C. Le cumul annuel moyen de précipitations est de 1 448 mm, avec 10,7 jours de précipitations en janvier et 7 jours en juillet. Pour la période 1991-2020, la température moyenne annuelle observée sur la station météorologique de Météo-France la plus proche, « Rochefort-Samson_sapc »sur la commune de Rochefort-Samson à 8 km à vol d'oiseau, est de 12,4 °C et le cumul annuel moyen de précipitations est de 1 024,4 mm,. Pour l'avenir, les paramètres climatiques de la commune estimés pour 2050 selon différents scénarios d'émission de gaz à effet de serre sont consultables sur un site dédié publié par Météo-France en novembre 2022.

## Urbanisme

### Typologie
Au 1er janvier 2024, Léoncel est catégorisée commune rurale à habitat très dispersé, selon la nouvelle grille communale de densité à 7 niveaux définie par l'Insee en 2022.
Elle est située hors unité urbaine et hors attraction des villes,.

### Occupation des sols
L'occupation des sols de la commune, telle qu'elle ressort de la base de données européenne d’occupation biophysique des sols Corine Land Cover (CLC), est marquée par l'importance des forêts et milieux semi-naturels (86,9 % en 2018), une proportion sensiblement équivalente à celle de 1990 (87 %). La répartition détaillée en 2018 est la suivante : forêts (74,5 %), milieux à végétation arbustive et/ou herbacée (12,4 %), prairies (11,3 %), terres arables (1,2 %), zones agricoles hétérogènes (0,6 %). L'évolution de l’occupation des sols de la commune et de ses infrastructures peut être observée sur les différentes représentations cartographiques du territoire : la carte de Cassini (XVIIIe siècle), la carte d'état-major (1820-1866) et les cartes ou photos aériennes de l'IGN pour la période actuelle (1950 à aujourd'hui).

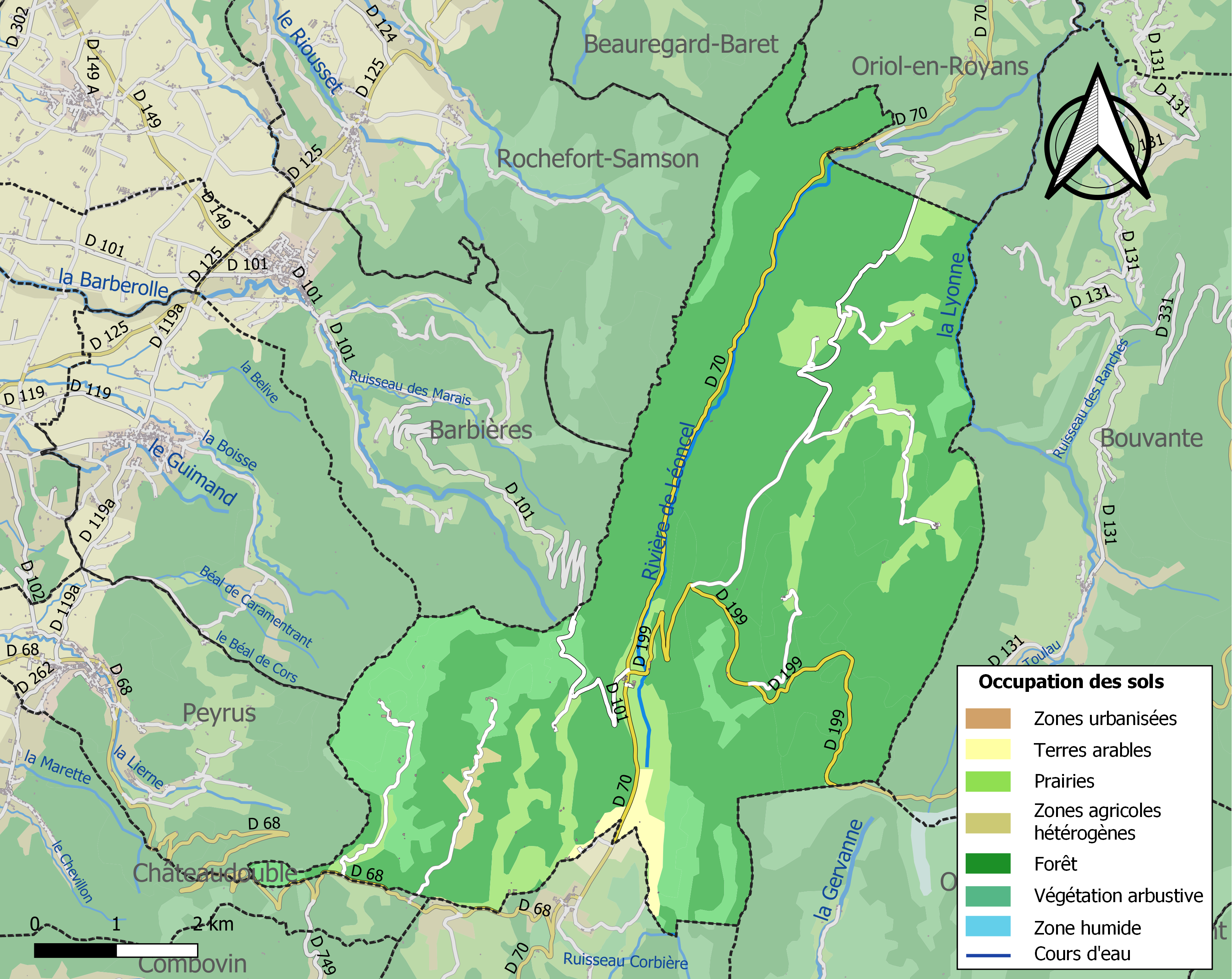
Carte des infrastructures et de l'occupation des sols de la commune en 2018 (CLC).

### Morphologie urbaine

#### Quartiers, hameaux et lieux-dits
Site Géoportail (carte IGN) :
- Barraquand
- Baume du Cendré
- Belle
- Bérangeon
- Berthomiot
- Bessa
- Bisque
- Bodin
- Bois de Comblézine
- Bois de Frachelongue
- Bois de Rucla
- Bois des Issertons
- Bois du Duc
- Bois du Moulin
- Bourelioux
- Bouvaret
- Cartal
- Chabreille
- Chemin de Galliou
- Couloir du Bédaud
- Fave
- Forêt Domaniale de Léoncel
- Gagnol
- Gampaloux
- Gardy
- Izat
- la Charge
- la Chaussie
- la Chèvrerie
- la Côte
- Laffrey
- la Grille
- Lanchois
- la Saulce
- l'Aulanier
- le Bossu
- le Bouvaret
- le Creux du Loup
- le Detet
- le Fau
- le Fétoulet
- le Fraisse
- le Grand Échaillon
- l'Élière
- Lèma
- le Moulin
- le Pas la Baume
- le Petit Échaillon
- le Petit Musan
- le Petit Musan
- le Ronzier
- les Baraques
- les Baumes
- les Coquins
- le Serre du Lion
- le Serre du Mortier
- le Serre du Sec
- les Fontaines
- les Genéries
- les Genêts
- les Granges
- les Jacques
- les Jeannettes
- les Marais
- les Marmottes
- les Pisses
- les Planaux
- les Riverottes
- les Ruclas
- les Sapias
- les Vigouroux
- Macaire
- Maison Brun
- Maison Rousset
- Maniguet
- Mantin
- Pisse-Nible
- Plaine Ronde
- Pouty
- Pré Baudin
- Pré de la Selle
- Pré Michel
- Racoulles
- Raillon
- Route Forestière de Ganpaloux
- Route Forestière de la Selle
- Route Forestière de Pissenible
- Ruchon
- Seguret
- Tévoux
- Trou de Campoux
- Val Fanjouse

### Voies de communication et transports

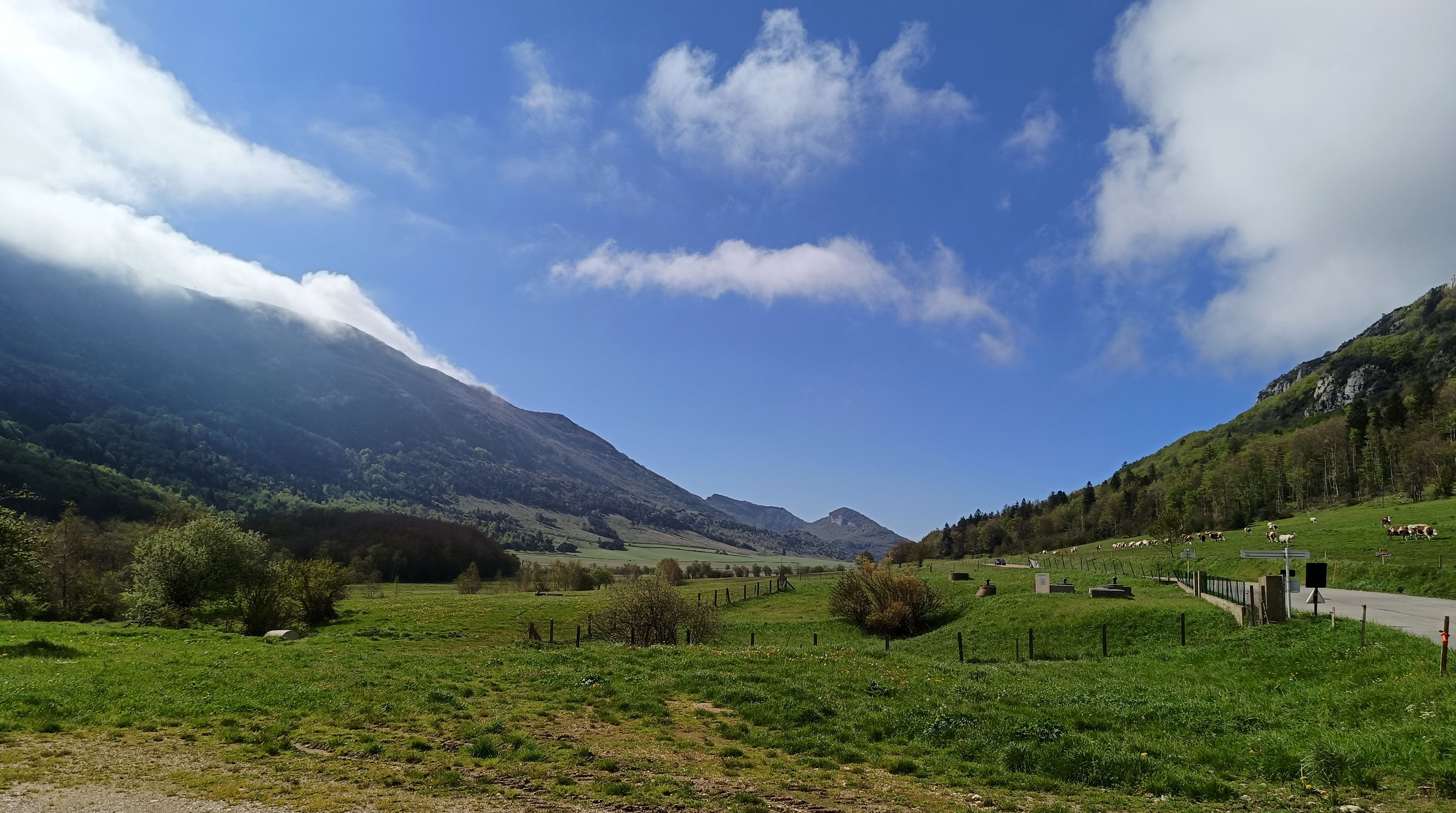
Prairie de Léoncel et route D70 en direction du sud

La commune est desservie par les routes départementales D 70, D 101, D 199 et D 748.

## Toponymie

### Attestations
Dictionnaire topographique du département de la Drôme :
- 1142 : mention du monastère : monasterium de Leoncellis (cartulaire de Léoncel, 1).
- 1148 : mention de l'église (du monastère) : Beata Maria Fontis Lionne (cartulaire de Léoncel, 7).
- XIIe siècle : mention de l'église ou du monastère : domus Lioncelli (cartulaire de Léoncel, 86).
- 1151 : mention du monastère : abbatia Fontis Leone (cartulaire de Léoncel, 9).
- 1163 : mention du monastère : monasterium Beate Dei Genitricis Marie Liuncelli (cartulaire de Léoncel, 11).
- 1165 : mention du monastère : abbatia Fontis Leonne (cartulaire de Die, 20).
- 1165 : mention du monastère : domina de Liuncello et abbatia Beate Marie Fontis Leonciae (cartulaire de Léoncel, 17 et 18).
- 1169 : mention de l'église (du monastère) : ecclesia Beate Marie Liunceli (cartulaire de Léoncel, 19).
- 1178 : mention de l'église (du monastère) : ecclesia Sancte Marie de Liuncello (cartulaire de Léoncel, 34).
- 1183 : mention du monastère : abbatia Leuncelli (cartulaire de Léoncel, 37).
- 1194 : mention de l'église ou du monastère : domus de Lioncel (cartulaire de Léoncel, 59).
- 1195 : mention du monastère : abbatia de Lionzel (cartulaire de Léoncel, 60).
- 1261 : mention du monastère : monasterium Lyoncelli (cartulaire de Bourg-lès-Valence, 79).
- XIVe siècle : mention du monastère : abbatia Lyoncelli (pouillé de Valence).
- 1761 : Lionseil et Lionsiel (archives de la Drôme, E 509).
- 1891 : Léoncel, commune du canton de Saint-Jean-en-Royans.

### Étymologie
Attestée sous la forme Launcello en 1277. Le nom de Léoncel est peut-être en rapport avec la rivière Lyonne dont le ruisseau de Léoncel est un affluent[réf. nécessaire].

## Histoire

### Protohistoire
Habitat celtique de la tribu gauloise des Voconces.

### Antiquité: les Gallo-romains
Une stèle romaine est exposée dans l'église. L'origine de cette stèle est inconnue ; il s'agit peut-être d'une œuvre de la Renaissance[source insuffisante].

### Du Moyen Âge à la Révolution
L'Abbaye de Léoncel, de l'ordre de Cîteaux, est fondée en 1137.
Une présence religieuse antérieure est probable d'après la toponymie locale : le Serre du Mortier évoque l'existence d'un 
« moustier » (petit monastère).
Avant 1790, Léoncel était une paroisse du diocèse de Die, comprenant des parties de chacune des communautés de Châteaudouble, Le Chaffal, Oriol-en-Royans et Saint-Jean-en-Royans. L'église était celle d'une abbaye de l'ordre de Cîteaux dont le titulaire était seigneur spirituel et temporel de cette paroisse.

### De la Révolution à nos jours
Rétablie après la Révolution, la paroisse de Léoncel a été érigée en commune du canton de Saint-Jean-en-Royans le 20 avril 1854.
La nouvelle commune est formée à partir de sections de la commune du Chaffal (Léoncel et le val de Léoncel), de Châteaudouble (Combe Chaude) et d'Oriol (la Rivière, l'Épenet, Musan, la Sausse, Val Fanjouse), à la suite de pétitions présentées par les paroissiens. La mairie et l'école communale s'implantent dans l'aile subsistante de l'abbaye.

## Politique et administration

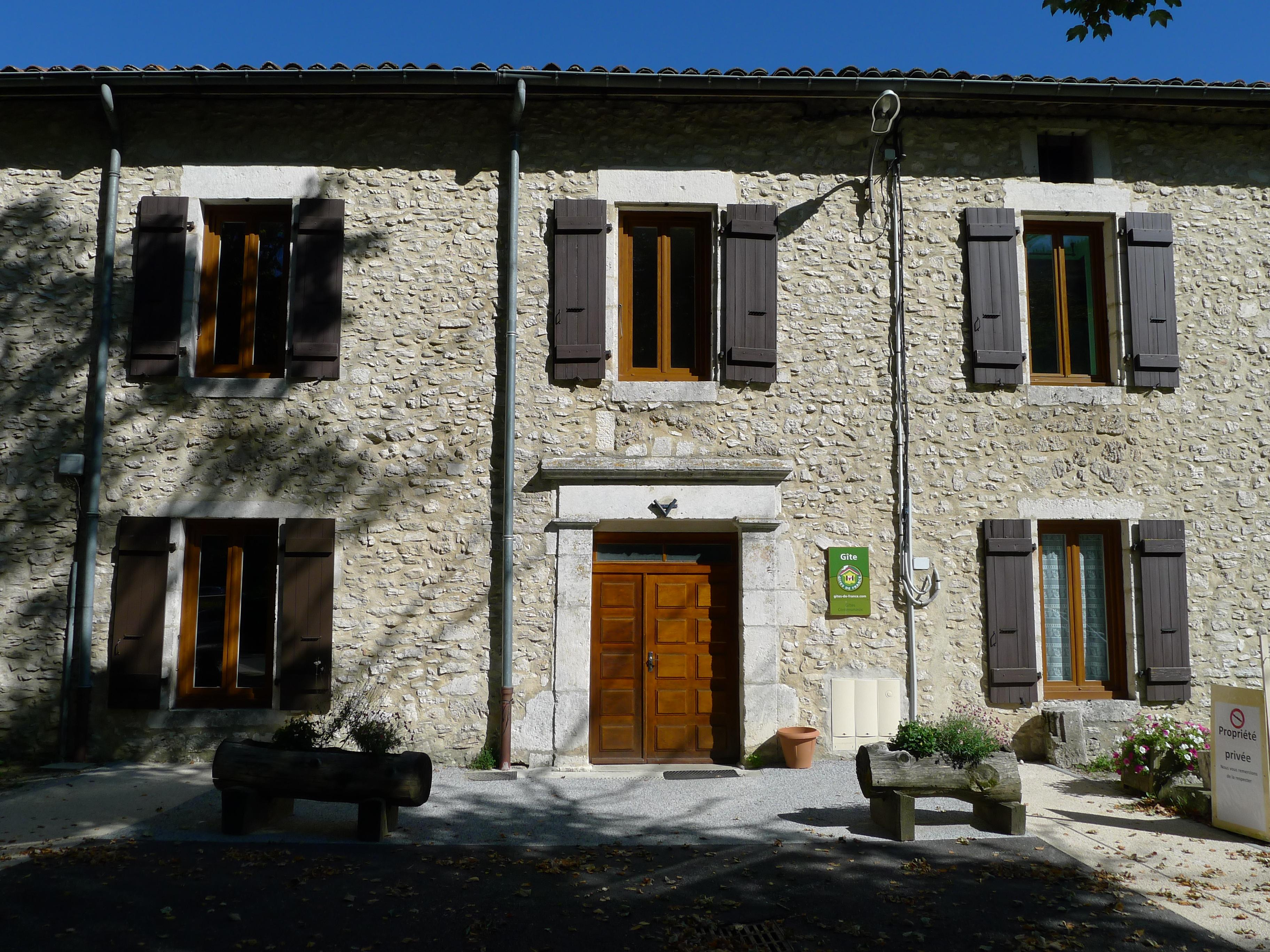
La mairie.

### Liste des maires
Noms des maires de 1871 à 1919 (source : registres des délibérations du conseil municipal de Léoncel)[source insuffisante].
| Période                                                                   | Période                        | Identité                               | Étiquette | Qualité                            |
| ------------------------------------------------------------------------- | ------------------------------ | -------------------------------------- | --------- | ---------------------------------- |
| Les données manquantes sont à compléter. : de 1854 au Second Empire       |                                |                                        |           |                                    |
| 1854                                                                      | 1871                           | ?                                      |           |                                    |
| Les données manquantes sont à compléter. : depuis la fin du Second Empire |                                |                                        |           |                                    |
| 1871                                                                      | 1874                           | Ferdinand Eynard                       |           |                                    |
| 1874                                                                      | 1878                           | Ferdinand Eynard                       |           | maire sortant                      |
| 1878                                                                      | 1884                           | Ferdinand Eynard                       |           | maire sortant                      |
| 1884                                                                      | 1888                           | Joseph Grimaud                         |           |                                    |
| 1888                                                                      | 1892                           | Michel Ollier                          |           |                                    |
| 1892                                                                      | 1896                           | Michel Ollier                          |           | maire sortant                      |
| 1896                                                                      | 1900                           | Michel Ollier                          |           | maire sortant                      |
| 1900                                                                      | 1904                           | Michel Ollier                          |           | maire sortant                      |
| 1904                                                                      | 1905 (démission)               | Elie Grangeon                          |           |                                    |
| 1905 (élection ?)                                                         | 1908                           | ?                                      |           |                                    |
| 1908                                                                      | 1909 (décès)                   | Elie Raillon                           |           |                                    |
| 1909 (élection)                                                           | 1912                           | Elie Grangeon                          |           |                                    |
| 1912                                                                      | 1919                           | Elie Pinat                             |           |                                    |
| 1919                                                                      | 1925                           | Elie Pinat                             |           | maire sortant                      |
| 1925                                                                      | 1929                           | Elie Pinat                             |           | maire sortant                      |
| 1929                                                                      | 1930 (démission)               | Louis Fave                             |           |                                    |
| 1930 (élection)                                                           | 1935                           | Joseph Mottet                          |           |                                    |
| 1935                                                                      | 1936                           | Joseph Mottet                          |           | maire sortant                      |
| 1936 (remplacement)                                                       | 1945                           | Louis Pinat                            |           |                                    |
| 1945                                                                      | 1947                           | Julien Vassal                          |           |                                    |
| 1947                                                                      | 1953                           | Louis Pinat                            |           |                                    |
| 1953                                                                      | 1959                           | Julien Vassal                          |           |                                    |
| 1959                                                                      | 1965                           | Julien Vassal                          |           | maire sortant                      |
| 1965                                                                      | 1971                           | André Bouchet                          |           |                                    |
| 1971                                                                      | 1977                           | André Bouchet                          |           | maire sortant                      |
| 1977                                                                      |                                | ?                                      |           |                                    |
| 1983                                                                      |                                | ?                                      |           |                                    |
| 1989                                                                      |                                | ?                                      |           |                                    |
| 1995                                                                      |                                | ?                                      |           |                                    |
| 2001                                                                      | 2008                           | Raymond Vassal                         |           |                                    |
| 2008                                                                      | 2014 (début janvier) (décès)   | Raymond Vassal                         |           | maire sortant[source insuffisante] |
| 2014 (janv.)                                                              | 2014 (mars)                    | ?                                      |           |                                    |
| 2014                                                                      | 2020                           | Jacqueline Charve                      |           | retraitée                          |
| 2020                                                                      | En cours (au 13 décembre 2020) | Jacqueline Charve[source insuffisante] |           | maire sortante                     |

### Rattachements administratifs et électoraux
La commune appartient au canton de Saint-Jean-en-Royans (18 km).

### Politique environnementale
L'achat du domaine de Val Fanjouse (490 ha) par l'ASPAS (association de protections des animaux sauvages) - afin de créer une réserve sans activité humaine - a donné lieu à une manifestation d'agriculteurs, de chasseurs, d'éleveurs et de bergers dans les rues de Crest le vendredi 21 août 2020. Les manifestants protestaient contre la « sanctuarisation des campagnes ». La fédération départementale des chasseurs affirme que l'ASPAS a payé deux à trois fois plus cher que le prix du marché.

## Population et société

### Démographie
En 2022 , Léoncel comptait 46 habitants.
À partir du XXIe siècle, les recensements réels des communes de moins de 10 000 habitants ont lieu tous les cinq ans. Depuis 2004, les autres chiffres sont des estimations.
| 1856 | 1861 | 1866 | 1872 | 1876 | 1881 | 1886 | 1891 | 1896 |
| ---- | ---- | ---- | ---- | ---- | ---- | ---- | ---- | ---- |
| 445  | 424  | 425  | 352  | 360  | 352  | 351  | 286  | 280  |

| 1901 | 1906 | 1911 | 1921 | 1926 | 1931 | 1936 | 1946 | 1954 |
| ---- | ---- | ---- | ---- | ---- | ---- | ---- | ---- | ---- |
| 265  | 254  | 199  | 176  | 159  | 160  | 150  | 158  | 138  |

| 1962 | 1968 | 1975 | 1982 | 1990 | 1999 | 2006 | 2011 | 2016 |
| ---- | ---- | ---- | ---- | ---- | ---- | ---- | ---- | ---- |
| 96   | 87   | 83   | 73   | 67   | 55   | 47   | 63   | 52   |

| 2021 | 2022 | - | - | - | - | - | - | - |
| ---- | ---- | - | - | - | - | - | - | - |
| 46   | 46   | - | - | - | - | - | - | - |

### Enseignement
La commune est rattachée à l'académie de Grenoble.

### Manifestations culturelles et festivités
- Fête : lundi de Pentecôte[3].

### Loisirs
- Randonnées[3] : GRP du Tour des Monts du Matin, GRP Grand Tour de la Gervanne, GR9-GRE4, GR93[1].

### Médias
Le territoire de la commune se situe dans l'aire de diffusion de plusieurs médias :
- Presse écrite
  - Le Dauphiné libéré, quotidien régional qui consacre, chaque jour, y compris le dimanche, dans son édition de « Valence-Drôme » un ou plusieurs articles à l'actualité du canton et de la commune, ainsi que des informations sur les éventuelles manifestations locales, les travaux routiers, et autres événements divers à caractère local.
  - L'Agriculture Drômoise, journal d'informations agricoles et rurales, couvre l'ensemble du département de la Drôme.
  - Drôme Hebdo (ancien Peuple Libre), hebdomadaire chrétien d'informations.
- Presse audio-visuelle
  - France Bleu est une radio publique diffusée sur son territoire.

### Cultes
La communauté catholique de la commune de Léoncel et son église (propriété de la commune) est rattachée à la « Paroisse Sainte-Marie en Royans-Vercors ». Celle-ci dépend du diocèse de Valence dont elle dépend. Ce secteur géographique de la vie religieuse catholique couvre l'ensemble des communes du plateau du Vercors ainsi que du Royans.

## Économie

### Agriculture
En 1992 : pâturages (bovins, ovins), buis.
- Foire : les 30 août et 19 septembre[3].

### Tourisme
- Station climatique d'été[3].

## Culture locale et patrimoine

### Lieux et monuments
- Vestiges de bâtiments médiévaux[3].
- Ancienne abbatiale Sainte-Marie, cistercienne (XIIe siècle) : trois nefs romanes, petit clocher carré, fenêtres en plein cintre, chandelier Renaissance[3]. L'édifice a été classé au titre des monuments historiques en 1840[26].

Le clocher carré est couronné d'une pyramide.
Un jardin de plantes médicinales se trouve devant l'abbaye[réf. nécessaire].

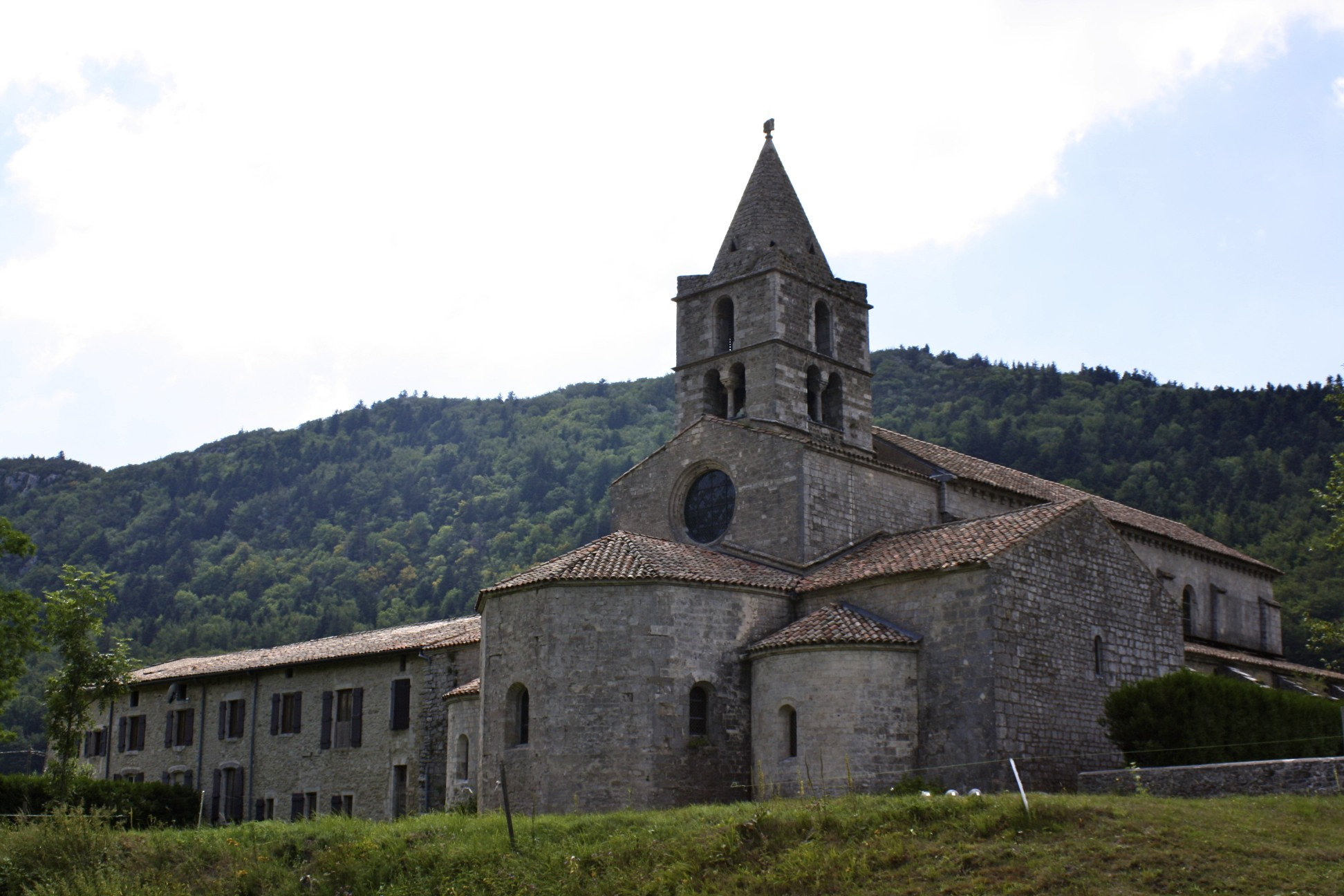
Abbaye de Léoncel.
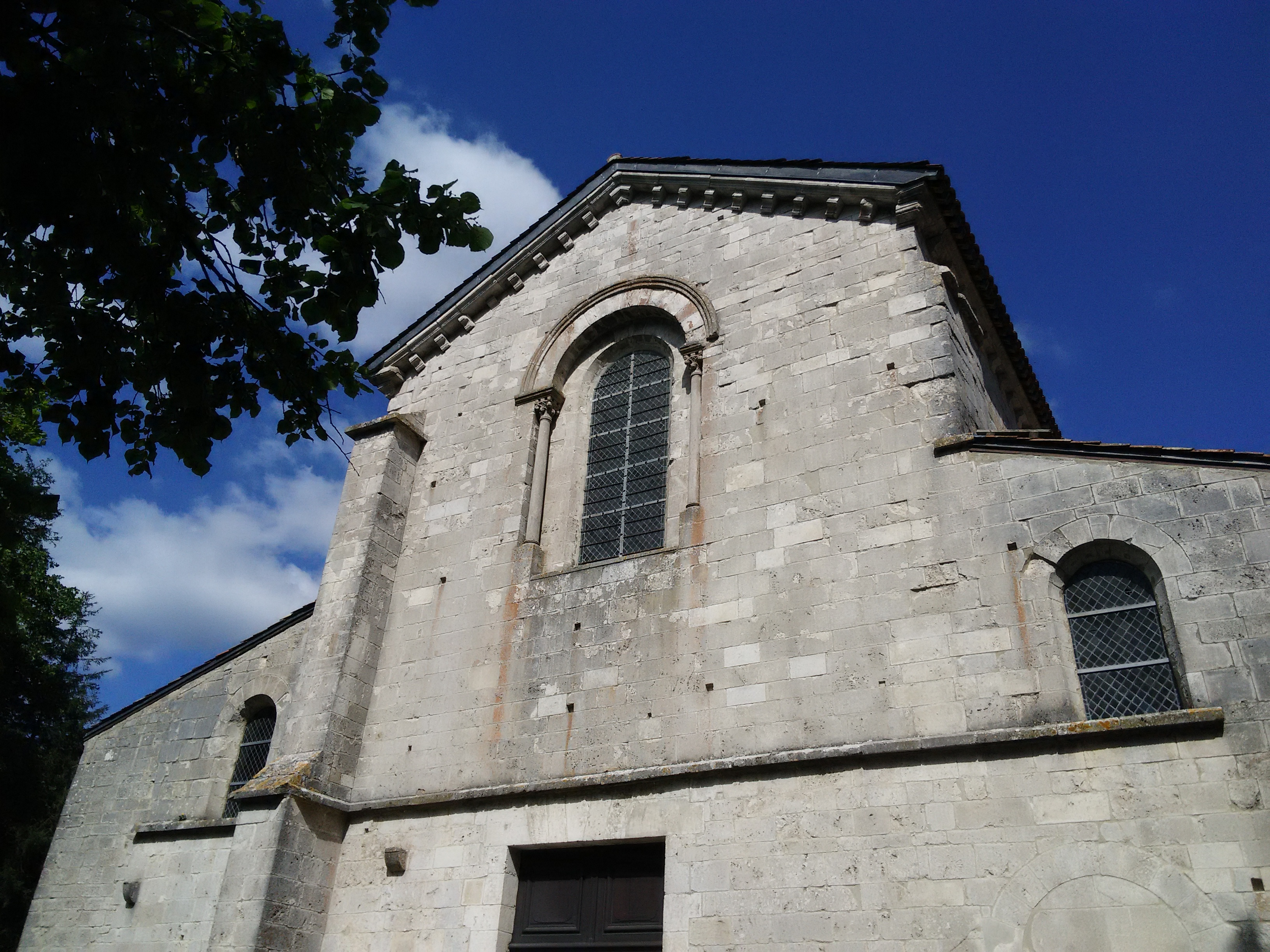
Façade de l'abbaye.
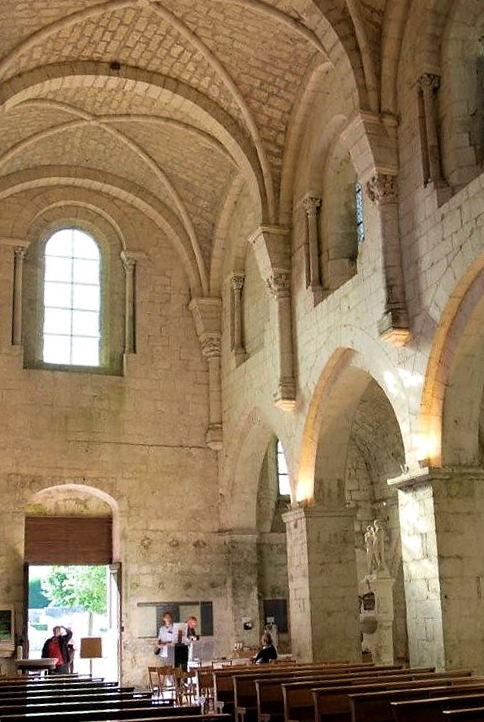
Abbaye de Léoncel (intérieur de l'église).
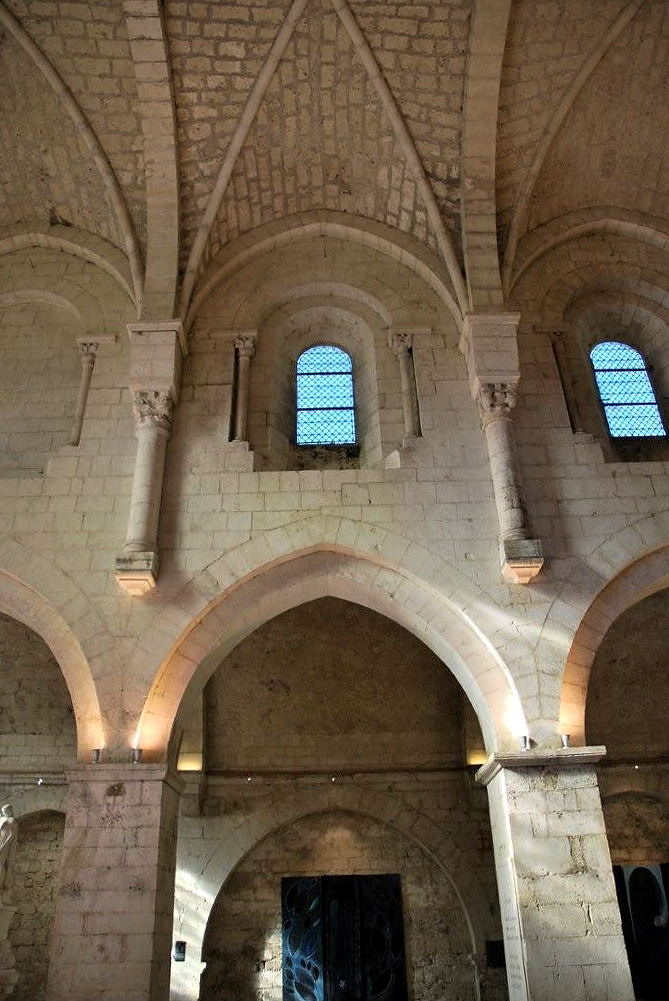
Abbaye de Léoncel (intérieur de l'église).
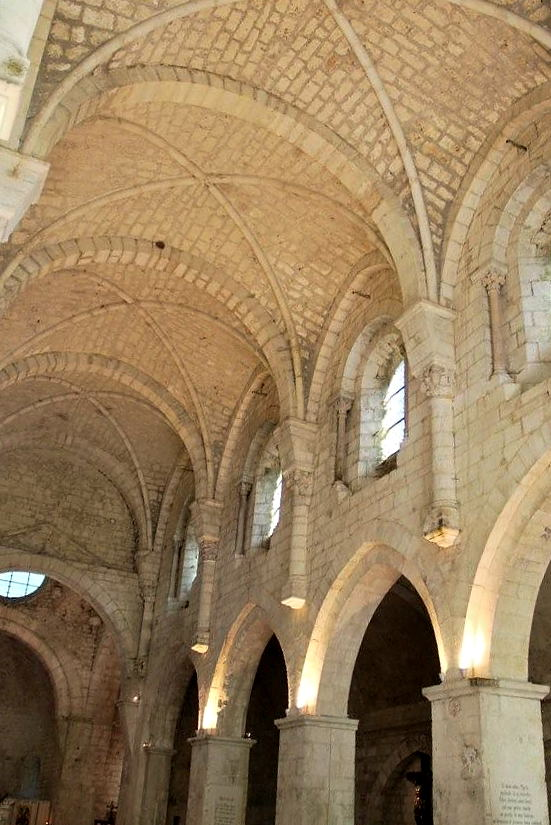
Abbaye de Léoncel (intérieur de l'église).
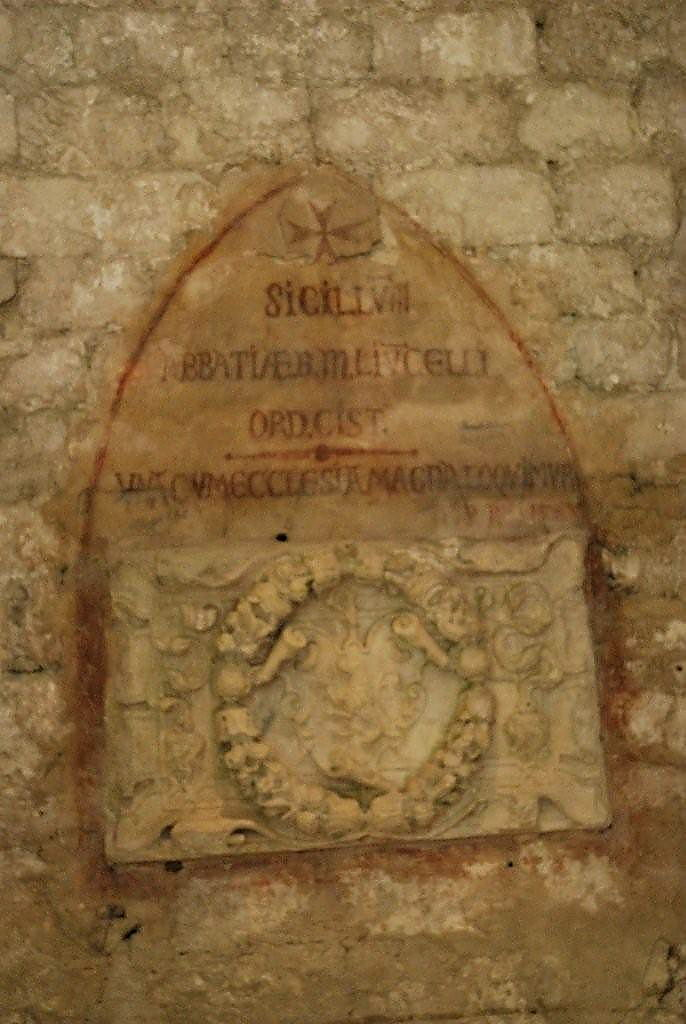
Pierre tombale dans l'abbaye.
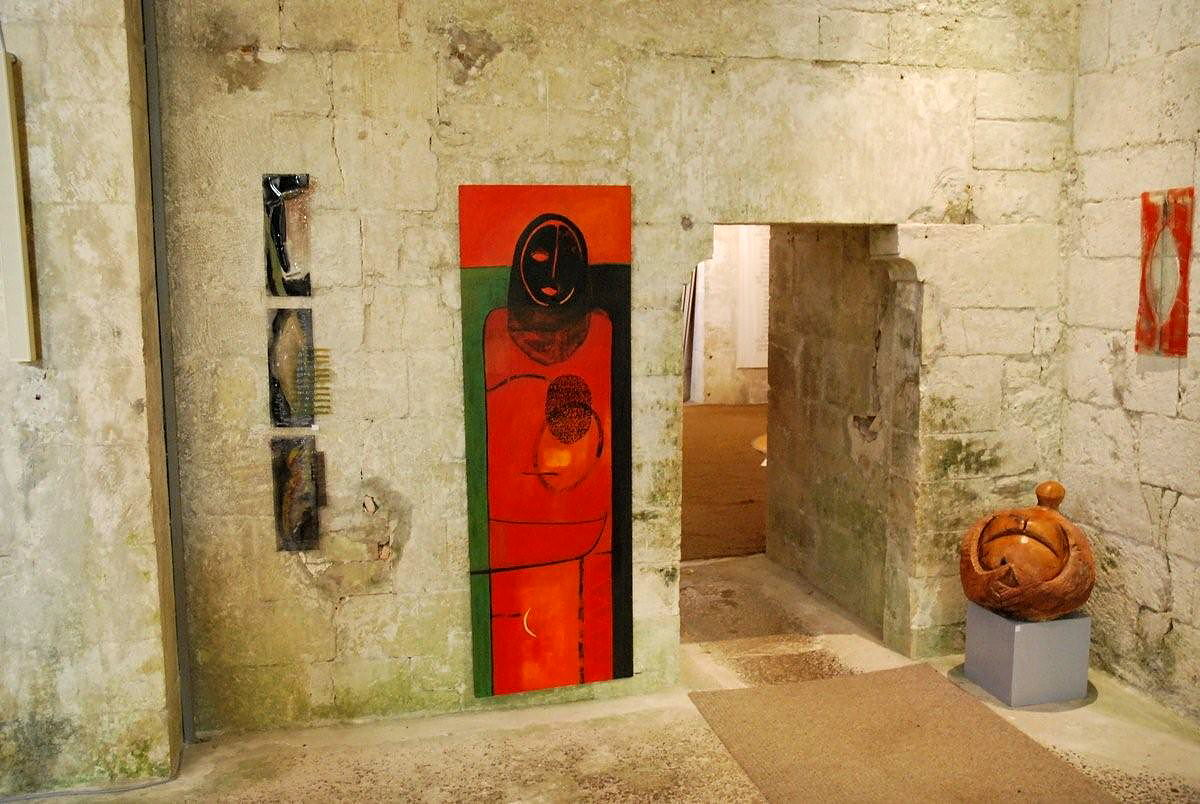
Exposition artistique à l'abbaye (2012).

### Patrimoine culturel
- Association des Amis de Léoncel[3],[28].

### Patrimoine naturel
- Forêt domaniale : hêtres, sapins[3].
- Gorges de la Lyonne[3].
- Plusieurs grottes[3] dont :
  - Baume l'Oiseau[1] ;
  - la Baume[1] ;
  - Scialet de Gampaloux[1] ;
  - Trou du Pot de la Mine[1].

La commune fait partie du parc naturel régional du Vercors.

### Héraldique, logotype et devise
|  | Léoncel possède des armoiries dont l'origine et le blasonnement exact ne sont pas disponibles. |